# Жаскайрат (Кзилкогинський район)
Жаскайра́т (каз. Жасқайрат) — село у складі Кзилкогинського району Атирауської області Казахстану. Адміністративний центр Ойильського сільського округу.
Населення — 2151 особа (2021; 2026 у 2009, 1937 у 1999, 1722 у 1989).